# 1re division d'infanterie (Empire allemand)
Pour les articles homonymes, voir 1re division.
La 1re division d'infanterie est une unité de l'armée allemande qui participe aux guerres austro-prussienne et franco-allemande de 1870. Au déclenchement de la Première Guerre mondiale, la 1re division d'infanterie forme avec la 2e division d'infanterie le 1er corps d'armée, rattaché à la 8e armée allemande. Elle commence la guerre sur le front de l'est, elle est engagée dans les batailles de Tannenberg, des lacs de Mazurie. Elle est brièvement transférée sur le front de l'ouest au cours du printemps 1916 et prend part à la bataille de Verdun. À la fin de l'été 1916, la 1re division est de retour sur le front de l'est et combat dans les Carpates. En février 1918, elle est de retour sur le front de l'ouest et participe aux offensives de printemps allemandes, puis aux différents combats défensifs de l'été et de l'automne 1918. Après la signature de l'armistice, la division est transférée en Allemagne où elle est dissoute au cours de l'année 1919.

## Guerre austro-prussienne de 1866

### Composition
- 1re brigade d'infanterie : Generalmajor Alexander von Pape

1er régiment de grenadiers: Oberst Louis von Beeren (de)
41e régiment d'infanterie (de): Oberst Heinrich von Koblinski (de)
- 2e brigade d'infanterie : Generalmajor Albert von Barnekow

3e régiment de grenadiers : Oberstleutnant Heinrich von Blumenthal
43e régiment d'infanterie (de) : Oberst Heinrich von Tresckow
1er régiment de dragons (de) : Oberst Otto von Bernhardi (de)

## Guerre franco-allemande de 1870

### Composition
- 1re brigade d'infanterie

1er régiment de grenadiers
41e régiment d'infanterie
- 2e brigade d'infanterie

3e régiment de grenadiers
43e régiment d'infanterie
- 1er régiment de dragons
- 1er bataillon de chasseurs à pied prussien-oriental

### Historique
La division est engagée dans la guerre franco-allemande de 1870, elle combat lors des batailles de Noisseville, de Saint-Privat et participe au siège de Metz. Après la reddition de la ville, elle est engagée dans le nord de la France et combat à Villers-Bretonneux, sur l'Hallue et à Saint-Quentin.

## Première Guerre mondiale

### Composition

#### Temps de paix, début 1914
- 1re brigade d'infanterie (Königsberg)

1er régiment de grenadiers (Königsberg)
41e régiment d'infanterie (de) (Tilsit), (Memel)
- 2e brigade d'infanterie (de) (Königsberg)

3e régiment de grenadiers (Königsberg)
43e régiment d'infanterie (de) (Königsberg), (Pillau)
- 1re brigade de cavalerie (Königsberg)

3e régiment de cuirassiers (Königsberg)
1er régiment de dragons (de) (Tilsit)
- 1re brigade d'artillerie de campagne (Königsberg)

16e régiment d'artillerie de campagne (Königsberg)
52e régiment d'artillerie de campagne (Königsberg)

#### Composition à la mobilisation - 1915
- 1re brigade d'infanterie

1er régiment de grenadiers
41e régiment d'infanterie
- 2e brigade d'infanterie

3e régiment de grenadiers
43e régiment d'infanterie
- 1re brigade d'artillerie de campagne

16e régiment d'artillerie de campagne
52e régiment d'artillerie de campagne
8e régiment d'uhlans

#### 1916
- 1re brigade d'infanterie

1er régiment de grenadiers
3e régiment de grenadiers
43e régiment d'infanterie
- 1re brigade d'artillerie de campagne

16e régiment d'artillerie de campagne
52e régiment d'artillerie de campagne
- 8e régiment d'uhlans

#### 1917
- 1re brigade d'infanterie

1er régiment de grenadiers
3e régiment de grenadiers
43e régiment d'infanterie
- 1er commandement d'artillerie divisionnaire

16e régiment d'artillerie de campagne
52e régiment d'artillerie de campagne
- 3 escadrons du 8e régiment d'uhlans

#### 1918
- 1re brigade d'infanterie

1er régiment de grenadiers
3e régiment de grenadiers
43e régiment d'infanterie
- 1er commandement d'artillerie divisionnaire

16e régiment d'artillerie de campagne
1er bataillon du 10e régiment d'artillerie à pied (état-major, 1re, 3e et 4e batteries)
- 3 escadrons du 8e régiment d'uhlans

### Historique
Au déclenchement de la Première Guerre mondiale, la 1re division d'infanterie forme avec la 2e division d'infanterie le Ier corps d'armée rattachée à la VIIIe armée allemande.

#### 1914
- 13 - 16 août : concentration, engagée dans des combats locaux à Bilderweitschen (de), Kybartai.
- 17 août : engagée dans la bataille de Stallupönen.
- 18 - 20 août : à partir du 19 août, engagée dans la bataille de Gumbinnen.
- 21 - 31 août : déplacement par V.F., engagée à partir du 26 août dans la bataille de Tannenberg.

27 août : participe au combat de Usdau (de) à l'origine du succès de la bataille de Tannenberg.
28 - 31 août : combats autour des villes de Soldau, de Neidenburg et de Willenberg.
- 1er - 15 septembre : exploitation de la bataille ; à partir du 5 septembre, engagée dans la première bataille des lacs de Mazurie à proximité de Goldap et de Angerburg.

7 - 8 septembre : participe à la bataille d'Arys (de) sur le terrain militaire où se sont déroulées des manœuvres allemandes en mai 1914.
- 16 - 24 septembre : exploitation de la bataille ; le 24 septembre, engagée dans la bataille de Methenburg.
- 24 - 30 septembre : progression vers le Niémen et combats dans ce secteur.
- 1er octobre - 5 novembre : occupation d'un secteur dans la région de Wizajni et du lac Hancza.
- 6 - 24 novembre : combat au nord de la Rominter Heide (de) puis dans la forêt à partir du 13 novembre.
- 25 - 29 novembre : engagée à partir du 25 novembre dans la bataille de Łódź.
- 30 novembre - 17 décembre : participation à la bataille de Łowicz - Sanniki.
- 18 décembre 1914 - 7 janvier 1915 : occupation d'un secteur du front le long de la Rawka et de la Bzoura à proximité de Bolimów.

#### 1915
- 7 - 25 janvier : retrait du front, mouvement par V.F. vers les Carpates ukrainiennes.
- 26 janvier - 9 avril : combats locaux entre le 26 et le 28 janvier vers Vezerszallas.

29 - 30 janvier : capture du col de Verecke.
31 janvier - 2 février : capture du col de Lysa.
3 - 4 février : combat vers Orawa.
4 février : engagée dans la bataille de Zwinin jusqu'au début du mois d'avril.
- 10 avril - 12 mai : occupation d'un secteur du front vers Koziowa ; le 24 avril prise de Ostry.
- 12 - 17 mai : poursuite des troupes russes dans les Carpates.
- 18 mai - 3 juin : engagée dans la bataille de Stryï.
- 4 - 9 juin : poursuite des troupes russes à travers la Galicie.
- 10 - 22 juin : engagée dans la bataille de Żydaczów.
- 23 juin - 6 juillet : franchissement du Dniestr, puis à partir du 27 juin combats le long des rivières Hnyla Lypa et Zolota Lypa.
- 7 - 18 juillet : à partir du 15 juillet, engagée dans la bataille de Maslomencze.
- 19 - 30 juillet : engagée dans la bataille de Grubeschow.
- 31 juillet - 26 août : la division combat à Strelcze le 31 juillet, puis à Chełm du 1er au 3 août.

11 - 12 août : combats le long de la rivière Uherka.
13 - 17 août : engagée dans les combats pour la prise de Włodawa.
18 - 26 août : attaque et capture de Brest-Litovsk.
- 27 - 28 août : poursuite des troupes russes vers Kobryn.
- 31 août - 1er septembre : engagée dans la bataille de Horodec.
- 2 - 6 septembre : à partir du 4 septembre, engagée dans la bataille de Drahitchyn-Chomsk.
- 7 - 15 septembre : poursuite des troupes russes vers Pinsk.
- 15 septembre - 10 octobre : occupation d'un secteur dans la région de Pinsk et de Logoschin.

25 - 26 septembre : franchissement de la rivière Styr.
28 septembre - 1er octobre : combats vers Komin, sur la Putilowka et dans les marais de Pinsk.
- 11 octobre 1915 - 4 mars 1916 : occupation d'un secteur du front le long de la Styr.

1er - 12 novembre : combats dans la région de Lissowo, de Budki et de Nowosielki.
13 novembre : engagée dans la bataille de Czartorysk (en).
31 décembre : combat près de Chaplynka.

#### 1916
- 5 - 9 mars : retrait du front, mouvement par V.F. vers le front de l'ouest dans la région de Metz et de Hagondange.
- 10 mars - 19 avril : repos et instruction ; mise en réserve de l'OHL.
- 20 avril - 17 juillet : engagée dans la bataille de Verdun dans le secteur de Vaux, en mai elle est engagée dans le bois de la Caillette et dans le bois de Vaux-Chapitre. En juin et juillet, la division combat dans le secteur du bois Fumin. Lors de ces différents engagements, les pertes sont très lourdes.

2 juin : attaques sur Damloup.
8 juin : attaques sur la face ouest des défenses du fort de Vaux.
- 18 juillet - 11 août : retrait du front ; transport par V.F. vers le front de l'est dans la région de la Bucovine et rattachement au IVe corps de réserve (corps des Carpates)
- 11 - 31 août : combats dans la région de Kirlibaba oder Ludwigsdorf.

11 - 14 août : actions locales sur les villages de Klein-Kitka et de Gestüt Luczina.
12 août : combat autour de Capul.
14 - 16 août : combats pour le franchissement de la Bojernikowata.
17 - 22 août : prise des villages de Stara-Obczyno le 17 août ; de Măgura le 18 août et de Stara-Wipczyna le 22 août.
- 1er - 30 septembre : combats dans les Carpates.

3 - 8 septembre : combats autour des villages de Zupania, Kruhla-Riczerka, Bojernikowata, Stara-Obczyna, Stara-Wipczyna et Magura.
9 - 23 septembre : combats dans la région du mont Omului et autour de Riepieti und Fantana-Stancului.
27 septembre : le 41e régiment d'infanterie est transféré à la 221e division d'infanterie.
- 1er octobre 1916 - 24 juillet 1917 : occupation d'un secteur dans la région de la Waldkarpathen.

14 - 17 octobre : combats autour de Kirlibaba oder Ludwigsdorf.
28 novembre - 6 décembre : combats vers Gura-Rucada.

#### 1917
- 25 juillet - 21 novembre : poursuite des troupes russes en direction du Siret.

25 juillet - 10 août : reconquête de la Bucovine.
11 août - 21 novembre : occupation d'un secteur à la frontière orientale de la Bucovine.
- 22 novembre - 27 décembre : retrait du front, à partir du 25 novembre mouvement par V.F. vers le front de l'ouest par Kolomyia, Stanislau, Lemberg, Tarnau, Oppeln, Breslau, Dresde, Leipzig, Halle, Cassel, Coblence, Trèves pour atteindre Étain[2] ; repos à partir du 5 décembre, mise en réserve de l'OHL.
- 27 décembre 1917 - 15 février 1918 : relève de la 13e division de réserve[2], occupation d'un secteur du front près de Verdun dans la région de Moulainville.

#### 1918
- 15 février - 20 mars : relevée par la 11e division d'infanterie bavaroise. Mouvement vers la région de Conflans-en-Jarnisy ; repos et instruction, durant cette période les soldats alsaciens sont remplacés par des soldats prussiens issus de la 78e division de réserve (en)[3].
- 21 - 30 mars : mouvement vers la Somme, les 21 et 22 mars la division atteint les villages de Gouzeaucourt et de Vermand ; engagée à partir du 27 mars dans l'opération Michael la division renforce le front vers Bray-Saint-Christophe.

25 mars : attaque en direction des hauteurs de Cléry-sur-Somme.
27 mars : mouvement par Chipilly, puis attaque en direction de Warfusée-Abancourt.
28 mars : percée en direction du Hamel.
- 31 mars - 19 avril : la division est positionnée en seconde ligne.
- 19 avril - 2 mai : à nouveau en ligne au sud de la Somme, la division souffre de pertes importantes.

24 - 26 avril : engagée dans la bataille de Villers-Bretonneux.
- 3 mai - 11 juillet : retrait du front, relevée par la 24e division de réserve[3] ; puis mouvement dans la région de Péruwelz, repos et instruction. Mise en réserve de l'OHL. Au début du mois de juillet la division est déplacée vers Hirson.
- 12 juillet - 10 août : engagée à partir du 16 juillet dans la seconde bataille de la Marne. Combats au bois de Vrigny pour enrayer la progression des troupes alliées.
- 10 août - 3 septembre : retrait du front, repos dans la région de Laon.
- 3 - 16 septembre : relève de la 27e division d'infanterie[3] dans le secteur de Laffaux, engagée dans la bataille de Vauxaillon[n 1].
- 16 - 26 septembre : retrait du front, relevée par la 29e division d'infanterie[3] ; repos.
- 27 septembre - 8 octobre : déplacement, la division est en ligne à partir du 2 octobre dans le secteur de Bétheny.
- 8 - 14 octobre : retrait du front, repos.
- 14 - 29 octobre : en ligne dans le secteur de Saint-Fergeux.
- 29 octobre - 7 novembre : retrait du front, repos.
- 7 - 11 novembre : en ligne dans la région de Liart. Après la signature de l'armistice, la division est rapatriée en Allemagne où elle est dissoute au cours de l'année 1919.

## Chefs de corps
| Grade                        | Nom                                 | Date                                 |
| ---------------------------- | ----------------------------------- | ------------------------------------ |
| Generalmajor                 | Karl Heinrich von Zielinski         | 24 septembre 1815 - 7 mars 1817      |
| Generalmajor                 | Ludwig von Wrangel (de)             | 5 septembre 1818 - 25 septembre 1823 |
| Generalmajor/Generalleutnant | Heinrich von Wylich und Lottum (de) | 26 septembre 1823 - 27 novembre 1829 |
| Generalmajor                 | Karl von Uttenhoven (de)            | 30 mars 1832 - 27 juin 1834          |
| Generalmajor                 | Frédéric-Guillaume de Hesse (de)    | 7 septembre 1834 - 29 mars 1839      |
| Generalmajor                 | August von Kanitz                   | 30 mars 1839 - 1er décembre 1841     |
| Generalmajor/Generalleutnant | Karl August von Esebeck             | 7 avril 1842 - 4 mars 1845           |
| Generalmajor/Generalleutnant | Gustav von Below (de)               | 16 novembre 1848 - 8 novembre 1852   |
| Generalmajor/Generalleutnant | Ferdinand von Winning (de)          | 17 février 1853 - 5 avril 1855       |
| Generalleutnant              | Bernhard von Plehwe (de)            | 1er mars 1855 - 2 décembre 1857      |
| Generalleutnant              | Karl Friedrich von Steinmetz        | 3 décembre 1857 - 28 janvier 1863    |
| Generalleutnant              | Karl von Griesheim                  | 29 janvier 1863 - 6 décembre 1865    |
| Generalleutnant              | Georg Friedrich von Großmann        | 4 janvier - 16 septembre 1866        |
| Generalleutnant              | Georg Ferdinand von Bentheim        | 17 septembre 1866 - 4 janvier 1871   |
| Generalmajor/Generalleutnant | Wilhelm von Gayl                    | 5 janvier 1871 - 14 mars 1873        |
| Generalmajor                 | Kuno von der Goltz                  | 15 mars 1873 - 21 décembre 1876      |
| Generalleutnant              | Hugo von Kottwitz                   | 22 décembre 1876 - 5 février 1878    |
| Generalleutnant              | Emil von Conrady                    | 5 février 1878 - 11 avril 1879       |
| Generalleutnant              | Friedrich von Beckedorff            | 12 avril 1879 - 4 février 1881       |
| Generalmajor                 | Oskar von Nachtigal (de)            | 5 février 1881 - 16 avril 1883       |
| Generalleutnant              | Julius von Verdy du Vernois         | 17 avril 1883 - 14 janvier 1887      |
| Generalleutnant              | Hermann von Melchior (de)           | 15 janvier 1887 - 2 juillet 1888     |
| Generalmajor                 | Hans von Werder (de)                | 7 juillet 1888 - 28 juin 1891        |
| Generalleutnant              | Ernst von Petersdorff               | 14 mai 1894 - 26 janvier 1895        |
| Generalleutnant              | Ferdinand von Stülpnagel            | 27 janvier 1895 - 3 avril 1899       |
| Generalmajor/Generalleutnant | Karl Botho zu Eulenburg             | 4 avril 1899 - 17 février 1902       |
| Generalleutnant              | Hans von Gronau                     | 27 octobre 1903 - 1er octobre 1907   |
| Generalmajor/Generalleutnant | Hans von Guretzky-Cornitz (de)      | 20 mars 1911 - 1er janvier 1914      |
| Generalleutnant              | Richard von Conta                   | 1er janvier 1914 - 19 juillet 1916   |
| Generalleutnant              | Conrad Paschen                      | 20 juillet 1916 - novembre 1918      |
| Generalleutnant              | Detlev Vett (de)                    | 15 février - 25 juillet 1919         |